# A Pantheon Ismerettára

A Pantheon Ismerettára egy magyar ismeretterjesztő könyvsorozat volt az 1920-as években.
A Pantheon Irodalmi Intézet Részvénytársaság 1920 elején alakult Budapesten az Angol-Magyar Bank égisze alatt. A vezetőségben a bank és a magyar tudományosság képviselői is helyet foglaltak. A szépirodalom magyar és világ-klasszikusai, a kortárs irodalom alkotóinak művei mellett eredeti magyar tudományos művek kiadására is specializálta magát. Alaptőkéje 4.600,000 Korona volt. Ügyvezető-igazgatója: Ranschburg Viktor.

## A sorozat főbb kötetei
A sorozat többek közt a következő köteteket tartalmazta:
- Pauler Ákos: Bevezetés a filozófiába, 1920. 319 oldal
- Buday László: A megcsonkitott Magyarország, A MTA Lévay díjával kitüntetve. 1921. 298 lap
- Hillebrand Jenő – Bella Lajos: Az őskor embere és kultúrája, különös tekintettel hazánkra. Lenhossék Mihály előszavával. 320 ábrával, 1921. 312 lap
- Nagy József: A filozófia története, (Első kiadása, 324 lap, 1921). Második, teljesen átdolgozott kiadás. 1927. 479 oldal
- Tangl Károly: Bevezetés a fizikába, 146 ábrával. 1921. 352 lap
- Pogány Béla: A fény, egy színes tábla, 239 ábra. 1921. 366 oldal
- Albert Einstein: A különleges és az általános relatívitás elmélete a nagyközönség számára. A böv. 11. német kiadásból fordította Vámos Ferenc. 5 ábrával. 2. változatlan kiadás. 1921. 94 lap
- Császár Elemér: A magyar regény története, 1922. 336 oldal
- Henri Bergson: Tartam és egyidejüség. Hozzászólás Einstein elméletéhez. A 2. kiad. után fordította Dienes Valéria. 1923. 239 lap
- Ranschburg Pál: Az emberi elme. Az értelem. I. 279 oldal ; Az emberi elme. Érzelem, ösztön, akarat, egyéniség. II., 1923. 271 oldal ; I–II.
- Wilhelm Ostwald: Bevezetés a kémiába. Fordította Toborffy Zoltán. 1924. 320 lap
- Raoul Francé: A Föld élete. Fordította Vadász Elemér, 1925. 54 képpel. 304 lap
- Dános Árpád – Kovács Gábor: A szociális eszmék fejlődése a modern szocializmusig – A szocializmus története, 1925. 388 oldal

Több leírásban a sorozat részének tekintik:
- Juhász Vilmos: Világtörténet, 24 térképpel. 1940. 355 oldal

## Kritikák
„Elég egy futó pillantást vetnünk a csinos kötetekre, — melyeknek tetszetős a külseje, célszerű a beosztása, tiszta, jól olvasható a nyomása, — hogy a kiadó áldozatkészségét, a nyomda fő készültségét megállapíthassuk. És, a mit a megnyerő külső rejt: a tartalom, ez sem hoz csalódást a várakozásra, a mellyel a Pantheon Ismerettár első két kötete (Pauler Ágost; Bevezetés a filozófiába, Buday; A megcsonkított Magyarország) után az újabb kötetek elé néztünk. Négy jeles szakember a tudomány három dústermésű mezejére vezeti el az olvasót, három különböző területre, a melyek mindegyikén más-más virágai teremnek az emberi alkotószellemnek” – írta Koch Nándor 1921. június 22-én a Budapesti Hírlapban az éppen akkor megjelent újabb három kötet (Nagy József, Tangl Károly és Hillebrand Jenő–Bella Lajos művei) ismertetésekor.
„A Pantheon r.t. nagy gonddal kiválasztott s illusztris szerzőktől származó Ismerettára között van egy kötet, amely rövid és igénytelen címe miatt („A fény”) talán egészen el is kerüli a könyvbarátok méltó figyelmét. ...Pogány egyetemi tanár könyve beható fölvilágosítással szolgál s ezért méltó kiegészítése Tangl, Bevezetés a fizikába című szintén kitűnő Pantheon-könyvnek. E két kötet birtokában kis könyvtárral rendelkezünk, amely a modern természetkutatás egyik legszebb területéről, a fizikáról teljes és hű képet ad s mindezt nem iskolai modorban, hanem a figyelmes olvasóval ügyesen továbbvezetett barátságos eszmecsere kapcsán” – fejezte ki elismerését 1923-as írásában Olasz Péter S. J. (1895–1952, volt kalocsai jezsuita tanár) 

## Digitalizált kötetek
- REAL-EOD